# Tiko
Tiko je pristaniško mesto na jugozahodu Kameruna. Leta 2005 je mestno prebivalstvo štelo 48.200 ljudi.